# Front Deutscher Äpfel
 (juillet 2017).

Drapeau du Front Deutscher Äpfel.

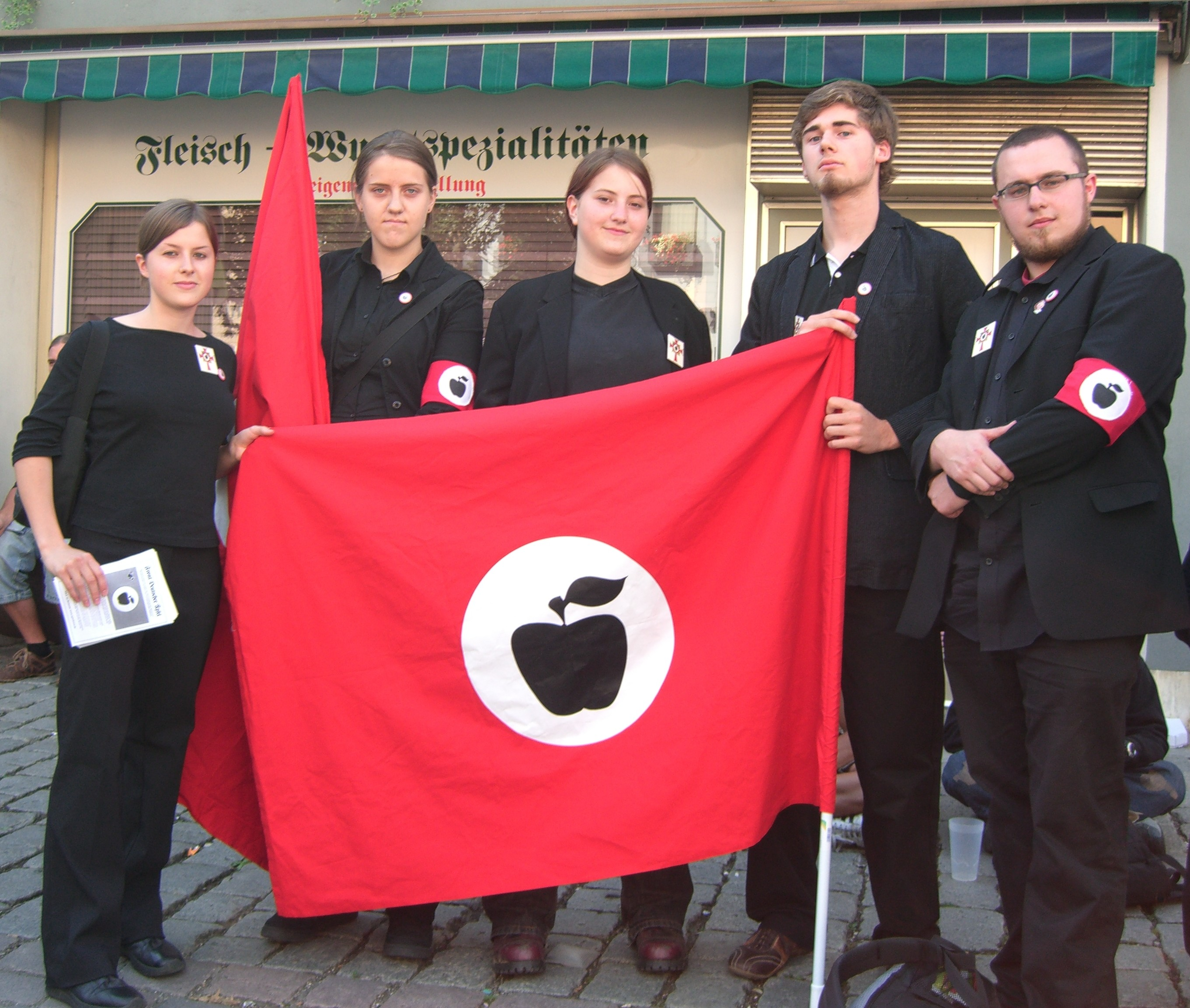
Photo de groupe de l'organisation avant une manifestation à Gräfenberg (Bavière) le 18 août 2007.

Le Front Deutscher Äpfel (FDÄ, en français : Front des pommes allemandes) est une organisation satirique allemande constituée à Leipzig en 2004. Il parodie des partis d'extrême droite, particulièrement le Parti national-démocrate d'Allemagne (NPD, Nationaldemokratische Partei Deutschlands). 
En référence à l'organisation des partis d'extrême droite passés et actuels, le FDÄ se divise en sous-groupes : il comporte une organisation pour la jeunesse, Nationales Frischobst Deutschland (NFD, Fruits frais nationaux d'Allemagne), une organisation pour les femmes, Bund weicher Birnen (BWB, Union des poires douces ; l'expression allemande « eine weiche Birne haben », avoir une poire douce, signifiant « être tout à fait stupide ») et de nombreuses subdivisions locales. Le nom vient de celui du politicien du NPD, Holger Apfel, notamment connu pour ses positions révisionnistes concernant la Seconde Guerre mondiale . Ainsi, le manifeste du FDÄ est inspiré par la rhétorique de certains nationalistes, notamment en annonçant une « crise des nations » et en appelant à un « réveil des peuples »,
Lors des élections fédérales allemandes de 2013, le FDÄ s'allia avec Die PARTEI dans le cadre de l'« Operation Bundestagswahl » (en français : l'opération élection fédérale) durant laquelle ils organisèrent plusieurs manifestations contre l'extrême droite allemande,.